# Bill Mitchell (economista)
William Francis Mitchell, noto come Bill Mitchell (...), è un economista e docente australiano, post-keynesiano. Professore di economia presso l'Università di Newcastle nel Nuovo Galles del Sud, è tra i massimi esponenti della Teoria Monetaria Moderna.

## Biografia
Bill Mitchell nacque nel marzo 1952 a Glen Huntly, sobborgo di Melbourne nello stato di Victoria, Australia, da una famiglia proletaria. Dopo avere frequentato le scuole primarie e secondarie a Melbourne, iniziò la sua carriera universitaria durante la quale conseguì il baccellierato in commercio nel 1977 all'Università Deakin, due lauree magistrali in economia prima nel 1978 all'Università di Melbourne e quindi nel 1982 all'Università di Monash, il dottorato di ricerca nel 1998 all'Università di Newcastle ove infine ottenne la cattedra di economia.

## Pensiero economico

### Profilo pubblico
L'attività divulgativa e di ricerca di Mitchell è eminentemente rivolta a promuovere l'adozione di politiche economiche di stampo nettamente interventista da parte del settore pubblico, incluso l'uso dello strumento del deficit di bilancio attuato dallo stato, in qualità di strumenti finalizzati all'incremento della produttività economica nazionale.
Relazioni e interventi di Mitchell sul mercato del lavoro appaiono regolarmente, sia in qualità di editorialista sia di commentatore, sui principali media australiani tra cui quotidiani e radio a diffusione nazionale. Mitchell è un noto oppositore sia delle politiche, sia delle teorie economiche, di matrice neoliberista e ha più volte pubblicamente polemizzato contro il revisionismo storico compiuto nei confronti del New Deal da parte degli economisti mainstream di stampo conservatore e finalizzato a rifiutare, o sminuire, i risultati positivi conseguiti dal piano di riforme economiche e sociali istituite dall'allora presidente statunitense Franklin Delano Roosevelt.

### Profilo autoriale
Mitchell è uno dei più importanti tra gli autori e i fautori della Teoria Monetaria Moderna (Modern Monetary Theory) nell'ambito della macroeconomia. Lo stesso termine di "Modern Monetary Theory" fu coniato da lui medesimo in riferimento a una frase contenuta nel Trattato sulla moneta di John Maynard Keynes.
Con l'economista olandese Joan Muysken, Mitchell ha scritto il libro Full Employment Abandoned, che è anche la loro opera più conosciuta. Gli autori tracciano una completa analisi teorica della disoccupazione in relazione sia alla sua natura sia alle sue cause nel corso degli ultimi 150 anni affermando che si è passati da una disoccupazione provocata involontariamente dalle politiche economiche dei governi a quello che oggi si definisce come "tasso naturale di disoccupazione", e questo passaggio è il frutto di una volontà ideologica finalizzata a contrastare le politiche statali di intervento nell'economia sviluppate da John Maynard Keynes. Gli autori mostrano inoltre come il fenomeno della disoccupazione non sia frutto di problemi del singolo cittadino, bensì che essa scaturisca specificatamente dall'adozione di sistemi macroeconomici fallimentari derivanti dalle teorie marginaliste, neoclassiche, monetariste, dell'equilibrio economico generale e della scuola di Chicago, e presentano una critica sia teorica sia empirica dell'approccio neoliberista illustrando nel contempo come piena occupazione e stabilità dei prezzi siano obiettivi economici congiuntamente e pienamente raggiungibili grazie all'implementazione di un'adeguata politica fiscale espansiva. A questo proposito, i due economisti hanno insieme elaborato il concetto di garanzia occupazionale.

## Opere principali
- Con Joan Muysken: Full Employment Abandoned: Shifting Sands and Policy Failures (2008), Edward Elgar Publishing 320 pp, Hardback, ISBN 9781858985077
- Con Joan Muysken e Tom Van Veen: Growth and cohesion in the European Union: The Impact of Macroeconomic Policy (2006), Edward Elgar Publishing, ISBN 1845426118
- Con Thomas Fazi: Reclaiming the State: A Progressive Vision of Sovereignty for a Post-Neoliberal World (2017), ISBN 9780745337326
- Con Thomas Fazi: Sovranità o barbarie. Il ritorno della questione nazionale (2018), Meltemi, ISBN 8883538927
- Distopia Dell’Eurozona. Pensiero di gruppo e negazione su larga scala (2022), Lola Books, ISBN 978-3-944203-47-8